# Corel Ventura
Corel Ventura – oprogramowanie DTP dla Windows rozwijane przez firmę Corel, przeznaczone przede wszystkim do produkcji książek i innych długich dokumentów.
Pierwotnie program nosił nazwę Ventura Publisher i został opracowany przez firmę, która została przejęta przez Xerox. Wczesne wersje dostępne były dla DOS, Windows, OS/2 i Macintosha. Program był bardzo popularny w Polsce w pierwszej połowie lat 90. Działał wtedy w GUI GEM dla DOS-a i pozwalał osiągnąć bardzo dobre efekty składu. Problemy Ventury zaczęły się od przejścia do środowiska graficznego Windows. W 1993 r. Corel przejął Venturę, którą w wersji 5.0 dołączył do pakietu CorelDRAW. Kolejne problemy Ventury zaczęły się w chwili pojawienia się Windows 95. W efekcie wersja 6 nie ujrzała światła dziennego. Na rynku pojawiła się dopiero wersja 7, która została przepisana na nowy system operacyjny. Z chwilą nabycia w 2001 r. firmy SoftQuad do wersji 10 zostały wprowadzone narzędzia do tworzenia dokumentów w języku XML.

## Spadek popularności
Do utraty popularności Ventury w Polsce przyczynił się PageMaker, który posiadał polski i bardzo prosty interfejs. Publikacja w Venturze posiadała skomplikowany układ logiczny. Nadrzędnym plikiem był *.pub (plik publikacji), do którego były dołączone pliki rozdziałów (*.chp); one zaś opierały się na plikach stylu (*.sty) i innych. Wszystkie elementy osadzone do publikacji zapisywane były jako zewnętrzne linki (również tekst), które przy otwarciu publikacji automatycznie się aktualizowały. W efekcie książka złożona w programie składała się z setek plików; kopie zapasowe powstawały przez zamianę jednej literki na $ w rozszerzeniu.
Ventura posiadała w połowie lat 90. wiele zaawansowanych funkcji, których nie miały inne programy; przykładem może być seryjne importowanie grafik do listy plików, funkcje tworzenia złożonych indeksów, spisów etc. Ventura była też programem, w którym wszystko musiało być ramką. Strona była ramką główną, do której przypisywano specjalne typy ramek jak nagłówek i stopka. Do uniwersalnych ramek tekstu i grafiki można było dołączyć ramki podpisów. Elementy specjalne jak wzory matematyczne przypisywane były do tekstu w jeszcze innych ramkach, które wcześniej osadzono w ramce. Drobne obiekty graficzne były niewidoczną ramką, którą przywiązywano do innej ramki. Przesuwając ją przenosiło się wszystkie obiekty nawet znajdujące się na zewnątrz.
W efekcie Ventura była programem nieco zbyt skomplikowanym dla nowych użytkowników. Późniejsze wersje zlikwidowały część wad, umożliwiając zapisanie całej publikacji w jednym pliku (*.vp) bez konieczności używania linków zewnętrznych.